# Wybory parlamentarne w Bułgarii w kwietniu 2021 roku
Wybory parlamentarne w Bułgarii w 2021 roku do Zgromadzenia Narodowego 45. kadencji zostały przeprowadzone 4 kwietnia 2021.

## System wyborczy
240 członków Zgromadzenia Narodowego wybieranych jest na podstawie ordynacji proporcjonalnej z zamkniętej listy w 31 okręgach wielomandatowych o liczebności od 4 do 16 mandatów. Próg wyborczy wynosi 4%.

## Uczestnicy
W wyznaczonym terminie do 17 lutego 2021 do Centralnej Komisji Wyborczej dokumenty złożyło 31 partii i 8 koalicji, przy czym 6 komitetom odmówiono rejestracji, pierwotnie zatwierdzone rejestracje pozostałych 2 partii zostały anulowane, a jedna partia otrzymała zgodę na dobrowolne wyrejestrowanie się, a następnie dołączyła do jednej z ośmiu zgłoszonych koalicji.

### Partie, koalicje i kandydaci niezależni
| Lista | Skrót                  | Partie | Główna ideologia                                                             | Lider | Mandaty (koniec kadencji) |
| ----- | ---------------------- | --- | ---------------------------------------------------------------------------- | --- | ------------------------- |
| 1     | WMRO-BND               | WMRO – Bułgarski Ruch Narodowy | nacjonalizm                                                                  | Krasimir Karakaczanow | 13                        |
| 2     | My, Obywatele          | Koalicja dla Was Bułgaria Bułgarska Wspólnota Demokratyczna | proeuropeizm chadecja                                                        | Valery Grigorov Gospodin Tonev                                                                                                   | –                         |
| 3     | BZN-ND                 | Bułgarski Związek Narodowy – Nowa Demokracja | nacjonalizm                                                                  | Borys Iwanow Bogdan Yotsov | –                         |
| 4     | BSPzB                  | Bułgarska Partia Socjalistyczna (BSP) Nowy Początek (NP) Komunistyczna Partia Bułgarii (KPB) Ekogłasnost Klub Polityczny „Trakia” | socjaldemokracja lewica narodowa komunizm zielona polityka nacjonalizm       | Kornelija Ninowa Mincho Minchev Aleksandar Paunov Emil Georgiev Stefan Nachev                                                    | 69                        |
| 5     | Odrodzenie             | Partia Odrodzenia | nacjonalizm                                                                  | Kostadin Kostadinov | –                         |
| 6     | ABW                    | Alternatywa na rzecz Bułgarskiego Odrodzenia | socjaldemokracja                                                             | Rumen Petkow | –                         |
| 7     | Ataka                  | Ataka | skrajny nacjonalizm                                                          | Wolen Siderow | 6                         |
| 8     | KOD                    | Konserwatywne Zjednoczenie Prawicy | konserwatyzm                                                                 | Petyr Moskow | –                         |
| 9     | DPS                    | Ruch na rzecz Praw i Wolności | socjalliberalizm                                                             | Mustafa Karadajy | 25                        |
| 10    | BLP                    | Bułgarska Linia Progresywna | socjaldemokracja                                                             | Krassimir Yankov | 5                         |
| 11    | Demokratyczna Bułgaria | Tak, Bułgaria! Demokraci na rzecz Silnej Bułgarii Zieloni | antykorupcja konserwatyzm zielona polityka                                   | Christo Iwanow Atanas Atanasow Borislav Sandov Vladislav Panev                                                                   | –                         |
| 12    | BO                     | Odrodzenie Ojczyzny | konserwatyzm                                                                 | Nikolai Malinov | –                         |
| 13    | RAZEM na rzecz Zmian   | Bułgarska Socjaldemokracja Bezpieczeństwo i Integracja Europejska Patriotyzm 2000 | socjaldemokracja                                                             | Aleksandar Tomov Dimitar Mitev Toma Tomov Julian Ivanov                                                                          | –                         |
| 14    | BNO                    | Bułgarskie Zjednoczenie Narodowe | nacjonalizm                                                                  | Georgi Georgiev | –                         |
| 15    | Naród                  | Naród | konserwatyzm                                                                 | Kirill Gumnerov | –                         |
| 16    | MIR                    | Moralność, Inicjatywa, Patriotyzm | konserwatyzm                                                                 | Simeon Slavchev | –                         |
| 17    | Obywatele Protestu     | Bułgarska Lewica Kompetencja, Odpowiedzialność i Prawda Bułgarska Partia Rolnicza Związek Komunistów w Bułgarii | socjaldemokracja agraryzm komunizm                                           | Boyan Kirov Svetozar Saev Peycho Kasarov Pavel Ivanov                                                                            | –                         |
| 18    | Wstań! Wychodź!        | Ruch 21 Ruch „Bułgaria na rzecz Obywateli” Zjednoczona Partia Ludowa | socjaldemokracja proeuropeizm agraryzm                                       | Tatjana Donczewa Dimitar Delchev Valentina Vasileva                                                                              | –                         |
| 19    | GL                     | Głos Ludu | populizm                                                                     | Svetoslav Vitkov | –                         |
| 20    | RNK                    | Ruch Niezależnych Kandydatów | populizm                                                                     | Bojko Mladenow Bojko Nikiforow Mincho Kuminev Ognyan Boyukliev                                                                   | –                         |
| 21    | RzB                    | Republikanie z Bułgarii | konserwatyzm                                                                 | Cwetan Cwetanow | 1                         |
| 22    | Prawo                  | Prawa, Reformy, Alternatywy, Możliwości, Odpowiedzialność, Tolerancja i Jedność |                                                                              | Maria Koleva | –                         |
| 23    | DZK                    | Dobrobyt, Zjednoczenie, Konstruktywność |                                                                              | Ivan Gaberov | –                         |
| 24    | Wola-NFSB              | Wola Narodowy Front Ocalenia Bułgarii Zjednoczona Socjaldemokracja Bułgarska Partia Socjaldemokratyczna Bułgarska Partia Chrześcijańsko-Demokratyczna Partia Radykalno-Demokratyczna Bułgarska Unia Demokratyczna „Radykałowie” Związek Rolniczy Bułgarii (Nikołaja Nenczewa) | prawicowy populizm nacjonalizm socjaldemokracja chadecja liberalizm agraryzm | Weselin Mareszki Waleri Simeonow Jordan Gergov Jordan Nichrizow Irina Arabadzhieva Zahari Petrov Tsvetan Manchev Nikołaj Nenczew | –                         |
| 25    | Zieloni                | Partia Zielonych | zielona polityka                                                             | Vladimir Nikolov | –                         |
| 26    | SNB                    | Społeczeństwo Nowej Bułgarii |                                                                              | Kalin Krulev | –                         |
| 27    | BUDB                   | Bułgarska Unia na rzecz Demokracji Bezpośredniej | demokracja bezpośrednia                                                      | Georgi Nedelchev | –                         |
| 28    | GERB – SDS             | GERB Związek Sił Demokratycznych | konserwatyzm liberalizm gospodarczy chadecja                                 | Bojko Borisow Rumen Christow | 94                        |
| 29    | ITN                    | Jest Taki Naród | centryzm                                                                     | Sławi Trifonow | –                         |
| 30    | DB                     | Demokracja Bezpośrednia | demokracja bezpośrednia                                                      | Peter Klisarov | –                         |

### Odmowa, usunięcie lub zmiany w rejestracji
| Partia                                              | Ideologia       | Lider                                   | Decyzja                                   |
| --------------------------------------------------- | --------------- | --------------------------------------- | ----------------------------------------- |
| Bułgaria Pracy i Rozumu (APC)                       | eurosceptycyzm  | Georgi Manołow                          | Odmowa rejestracji                        |
| Narodowy Ruch na rzecz Stabilności i Postępu (NDSV) | liberalizm      | Stanimir Iłczew Sabi Sabev Olimpi Katev | Odmowa rejestracji                        |
| Średnia Klasa Europejska (SEK)                      | proeuropejskość | Georgi Manev                            | Odmowa rejestracji                        |
| Ruch Naprzód Bułgaria                               | konserwatyzm    | Zornitsa Atanasova                      | Odmowa rejestracji                        |
| Unia dla Ojczyzny                                   | –               | Wasyl Tochkov                           | Odmowa rejestracji                        |
| Brygada                                             | –               | Arben Khavalyov                         | Odmowa rejestracji                        |
| Wolność                                             | nacjonalizm     | Vladimir Simeonov                       | Anulacja rejestracji                      |
| Czysta, Suwerenna i Zjednoczona Ojczyzna (CHEST)    | nacjonalizm     | Simeon Kostadinov Ivan Spirdonov        | Anulacja rejestracji                      |
| Bułgarski Związek Rolniczy                          | agraryzm        | Nikołaj Nenczew                         | Anulacja rejestracji                      |
| Związek Wolnych Demokratów (SSD)                    | konserwatyzm    | Radoslav Katsarov                       | Opuszczenie koalicji "Obywatele Protestu" |

## Frekwencja wyborcza
Dane dotyczące frekwencji do wiadomości publicznej Centralna Komisja Wyborcza przekazywała trzykrotnie w trakcie trwania wyborów parlamentarnych.
| 10:00 | 12:00  | 17:00  | 20:00  |
| ----- | ------ | ------ | ------ |
| 7,50% | 17,97% | 39,80% | 50,61% |

## Wyniki wyborów
Wybory parlamentarne z wynikiem 26,18% wygrała rządząca państwem GERB kierowana przez Bojka Borisowa. Drugie miejsce zajęła centrowa partia Jest Taki Lud, którą poparło 17,66% głosujących co przełożyło się na 51 mandatów. Frekwencja wyborcza wyniosła 50,61%.
|                                   |                                                  |           |       |       |         |     |
| Partia                            | Partia                                           | Głosy     | %     | +/–   | Mandaty | +/– |
|                                   | GERB                                             | 837 707   | 26,18 | 7,36  | 75      | 20  |
|                                   | ITN                                              | 565 014   | 17,66 | Nowa  | 51      | 51  |
|                                   | BSPzB                                            | 480 146   | 15,01 | 12,92 | 43      | 37  |
|                                   | DPS                                              | 336 306   | 10,51 | 1,27  | 30      | 4   |
|                                   | DSB                                              | 302 280   | 9,45  | Nowa  | 27      | 27  |
|                                   | ISMV                                             | 150 940   | 4,72  | Nowa  | 14      | 14  |
|                                   | WMRO                                             | 116 434   | 3,64  | 5,67  | 0       | 27  |
|                                   | Bułgarskie Zjednoczenie Narodowe (BNO)           | 94 515    | 2,95  | Nowa  | –       | –   |
|                                   | Odrodzenie                                       | 78 414    | 2,45  | 1,34  | –       | –   |
|                                   | Koalicja Patriotyczna Wola–NFSB                  | 75 926    | 2,37  | 1,89  | –       | 12  |
|                                   | Republikanie z Bułgarii (RzB)                    | 42 057    | 1,31  | –     | –       | –   |
|                                   | Ruch Niezależnych Kandydatów                     | 16 868    | 0,53  | –     | –       | –   |
|                                   | Ataka                                            | 15 659    | 0,49  | –     | –       | –   |
|                                   | ABW                                              | 14 798    | 0,46  | –     | –       | –   |
|                                   | Odrodzenie Ojczyzny                              | 13 182    | 0,41  | –     | –       | –   |
|                                   | Konserwatywne Stowarzyszenie Prawicy – KOD       | 9415      | 0,29  | –     | –       | –   |
|                                   | Głos Ludu                                        | 8308      | 0,26  | –     | –       | –   |
|                                   | Partia Zielonych                                 | 5554      | 0,17  | 0,13  | –       | –   |
|                                   | My, Obywatele                                    | 4788      | 0,15  | –     | –       | –   |
|                                   | Bułgarska Linia Progresywna                      | 3751      | 0,12  | –     | –       | –   |
|                                   | Moralność, Inicjatywa, Patriotyzm (MIR)          | 3653      | 0,11  | –     | –       | –   |
|                                   | Ruch Razem na rzecz Zmian                        | 3485      | 0,11  | –     | –       | –   |
|                                   | Społeczeństwo Nowej Bułgarii                     | 3438      | 0,11  | –     | –       | –   |
|                                   | Demokracja Bezpośrednia                          | 3408      | 0,11  | –     | –       | –   |
|                                   | Bułgarska Unia na rzecz Demokracji Bezpośredniej | 3342      | 0,10  | –     | –       | –   |
|                                   | Bułgarski Związek Narodowy – Nowa Demokracja     | 2901      | 0,09  | –     | –       | –   |
|                                   | Obywatele Protestu                               | 2356      | 0,07  | –     | –       | –   |
|                                   | Prawo                                            | 2165      | 0,07  | –     | –       | –   |
|                                   | Dobrobyt, Zjednoczenie, Konstruktywność          | 1586      | 0,05  | –     | –       | –   |
|                                   | Naród                                            | 897       | 0,03  | –     | –       | –   |
|                                   | Niezależni                                       | 428       | 0,01  | –     | –       | –   |
| Żadna z powyższych                | Żadna z powyższych                               | 47 749    | 1,70  | 0,80  | –       | –   |
| Nieważne/puste głosy              | Nieważne/puste głosy                             | 86 527    | –     | –     | –       | –   |
| Razem                             | Razem                                            | 3 334 233 | 100   | –     | 240     | –   |
| Zarejestrowani wyborcy/frekwencja | Zarejestrowani wyborcy/frekwencja                | 6 789 605 | –     | –     | –       | –   |
| Źródło: CKW                       |                                                  |           |       |       |         |     |